# Grünhagen (Uckerland)
Grünhagen ist ein Wohnplatz im Ortsteil Milow der amtsfreien Gemeinde Uckerland im Landkreis Uckermark in Brandenburg.

## Geographie
Der Ort liegt einen Kilometer nördlich von Milow und sechs Kilometer südöstlich von Strasburg (Uckermark). Die Nachbarorte sind Jahnkeshof im Norden, Hohen Tutow im Nordosten, Wilsickow im Osten, Milow im Süden, Güterberg im Südwesten, Karlsburg im Westen sowie Louisfelde und Muchowshof im Nordwesten.